# Џејмс Енсор
Џејмс Енсор (енгл. James Sidney Edouard, Baron Ensor; Остенде, 13. април 1860 — Остенде, 19. новембар 1949) је био белгијски сликар који је учествовао у авангардним уметничким покретима с почетка 20. века. Створио је оригинална дела у стилу експресионизма и сматра се претечом уметности 20. века. 
У његовим делима су видљиви елементи гротеске, надреализма, сарказма и радикалне визије света. По овоме његове слике подсећају на радове земљака Питера Бројгела Старијег и Хијеронимуса Боша. Мотив карневала и маскарада је често присутан у његовим познијим радовима. Био је критичан према цркви, буржоазији и аристократији, а близак идејама социјалне правде.
Најпознатије дело му је велика слика „Улазак Христа у Брисел“, настала 1888-1889, на којој је приказао своју визију и критику модерног друштва кроз пародију древног библијског мотива. На слици застрашујуће маске и лица као да прете да из света слике уђу у свет посматрача. Уместо атмосфере славља, атмосфера на слици је претећа. Платно је препуњено мотивима, са доста црвенила и превише хаоса.